# Степанівка (Лозівський район)
Степа́нівка —  село в Україні, у Лозівській міській громаді Лозівського району Харківської області. Населення становить 79 осіб. До 2020 орган місцевого самоврядування — Яковлівська сільська рада.

## Географія
Село Степанівка знаходиться на лівому березі річки Орілька, вище за течією до села примикає село Сергіївка, нижче за течією на відстані 1 км розташоване село Веселе. Поруч проходить автомобільна дорога Р79. Також біля села Степанівка проходить Канал Дніпро — Донбас.

## Історія
- 1914 — дата заснування.
- 12 червня 2020 року, відповідно до Розпорядження Кабінету Міністрів України  № 725-р «Про визначення адміністративних центрів та затвердження територій територіальних громад Харківської області», увійшло до складу Лозівської міської громади.[1]
- 17 липня 2020 року, в результаті адміністративно-територіальної реформи та ліквідації колишнього Лозівського району (1923—2020), увійшло до складу новоутвореного Лозівського району Харківської області.[2]